# Ostrounovití
Ostrounovití (Squalidae) je široce rozšířená čeleď žraloků z řádu ostrouni (Squaliformes).

## Výskyt
Vyskytují se v Atlantském, Indickém a Tichém oceánu. Jeden ze zástupců ostrounovitých ostroun obecný (Squalus acanthias) patří k nejrozšířenějším parybám na světě. V tropických vodách je výskyt ostrounovitých omezen. Dospělci jsou typicky bentičtí (žijící při dně), juvenilní jedinci mohou procházet pelagickým stádiem. Vyskytují se od mělkých vod do nejčastěji 600 m, občas až do více než 1000 m.

## Charakteristika
Mají dvě hřbetní ploutve, přičemž každá z nich má trn. Horní předocasní jamka je většinou přítomna, po stranách ocasního násadce se vyskytuje pár bočních kýlů. Zuby v obou čelistech jsou nožovité. Řitní ploutev chybí. Spirakulum je velké a umístěno poblíž očí. Barva těla je světle šedá až hnědá. Ostrounovití jsou živorodí, velikost vrhu se pohybuje od 1–32 mláďat. Některé druhy se sdružují do velkých hejn, které mohou být segregovány podle pohlaví a věku, a podnikají v nich krátké i dálkové každoroční migrace. Jiné druhy žijí samotářsky. Živé se hlavně rybami, hlavonožci a korýši.

## Systematika
Nejstarší fosilní druhy jsou známy ze spodní křídy. Do čeledi se řadí 2 rody s asi 29 druhy:
- Cirrhigaleus  Tanaka, 1912
  - Cirrhigaleus asper  (Merrett, 1973) – ostroun drsnotělý
  - Cirrhigaleus australis  White, Last & Stevens, 2007
  - Cirrhigaleus barbifer  Tanaka, 1912 – ostroun sagamský
- Squalus  Linnaeus, 1758
  - Squalus acanthias Linnaeus, 1758 – ostroun obecný
  - Squalus albicaudus  Viana, Carvalho & Gomes, 2016
  - Squalus albifrons  Last, White & Stevens, 2007
  - Squalus altipinnis  Last, White & Stevens, 2007
  - Squalus bahiensis  Viana, Carvalho & Gomes, 2016
  - Squalus bassi  Viana, Carvalho & Ebert, 2017
  - Squalus blainville  (Risso, 1827) – ostroun dlouhonosý
  - Squalus boretzi  Dolganov, 2019
  - Squalus brevirostris  Tanaka, 1917
  - Squalus bucephalus  Last, Séret & Pogonoski, 2007
  - Squalus chloroculus  Last, White & Motomura, 2007
  - Squalus clarkae  Pfleger, Grubbs, Cotton & Daly-Engel, 2018
  - Squalus crassispinus  Last, Edmunds & Yearsley, 2007
  - Squalus cubensis  Howell Rivero, 1936 – ostroun kubánský
  - Squalus edmundsi  White, Last & Stevens, 2007
  - Squalus formosus  White & Iglésias, 2011
  - Squalus grahami  White, Last & Stevens, 2007
  - Squalus griffini  Phillipps, 1931
  - Squalus hawaiiensis  Daly-Engel, Koch, Anderson, Cotton & Grubbs, 2018
  - Squalus hemipinnis  White, Last & Yearsley, 2007
  - Squalus japonicus  Ishikawa, 1908 – ostroun japonský
  - Squalus lalannei  Baranes, 2003
  - Squalus lobularis  Viana, Carvalho & Gomes, 2016
  - Squalus mahia  Viana, Lisher & Carvalho, 2017
  - Squalus margaretsmithae  Viana, Lisher & Carvalho, 2017
  - Squalus megalops  (MacLeay, 1881) – ostroun Portjacksonský
  - Squalus melanurus  Fourmanoir & Rivaton, 1979 – ostroun černoocasý
  - Squalus mitsukurii  Jordan & Snyder, 1903 – ostroun krátkotrnný
  - Squalus montalbani  Whitley, 1931
  - Squalus nasutus  Last, Marshall & White, 2007
  - Squalus notocaudatus  Last, White & Stevens, 2007
  - Squalus quasimodo  Viana, Carvalho & Gomes, 2016
  - Squalus rancureli  Fourmanoir & Rivaton, 1979 – ostroun novohebridský
  - Squalus raoulensis  Duffy & Last, 2007
  - Squalus shiraii  Viana & Carvalho, 2020
  - Squalus suckleyi  (Girard, 1855) – ostroun Suckleyův